# Villamontán de la Valduerna
Villamontán de la Valduerna – gmina w Hiszpanii, w prowincji León, w Kastylii i León, o powierzchni 56,98 km². W 2011 roku gmina liczyła 858 mieszkańców.